# مشکین‌گربه شاه
مشکین‌گربه شاه (نام علمی: Genetta poensis) نام یک گونه از سرده مشکین‌گربه است.